# Arma
Arma er et førerløst køretøj udviklet af den franske producent Navya. Køretøjet er klassificeret i gruppen 4 ud af 5 i forhold til den klassifikation, som SAE International har udviklet.
| Stub | Spire Denne bilrelaterede artikel er en spire som bør udbygges. Du er velkommen til at hjælpe Wikipedia ved at udvide den. |